# Frau mit Waage

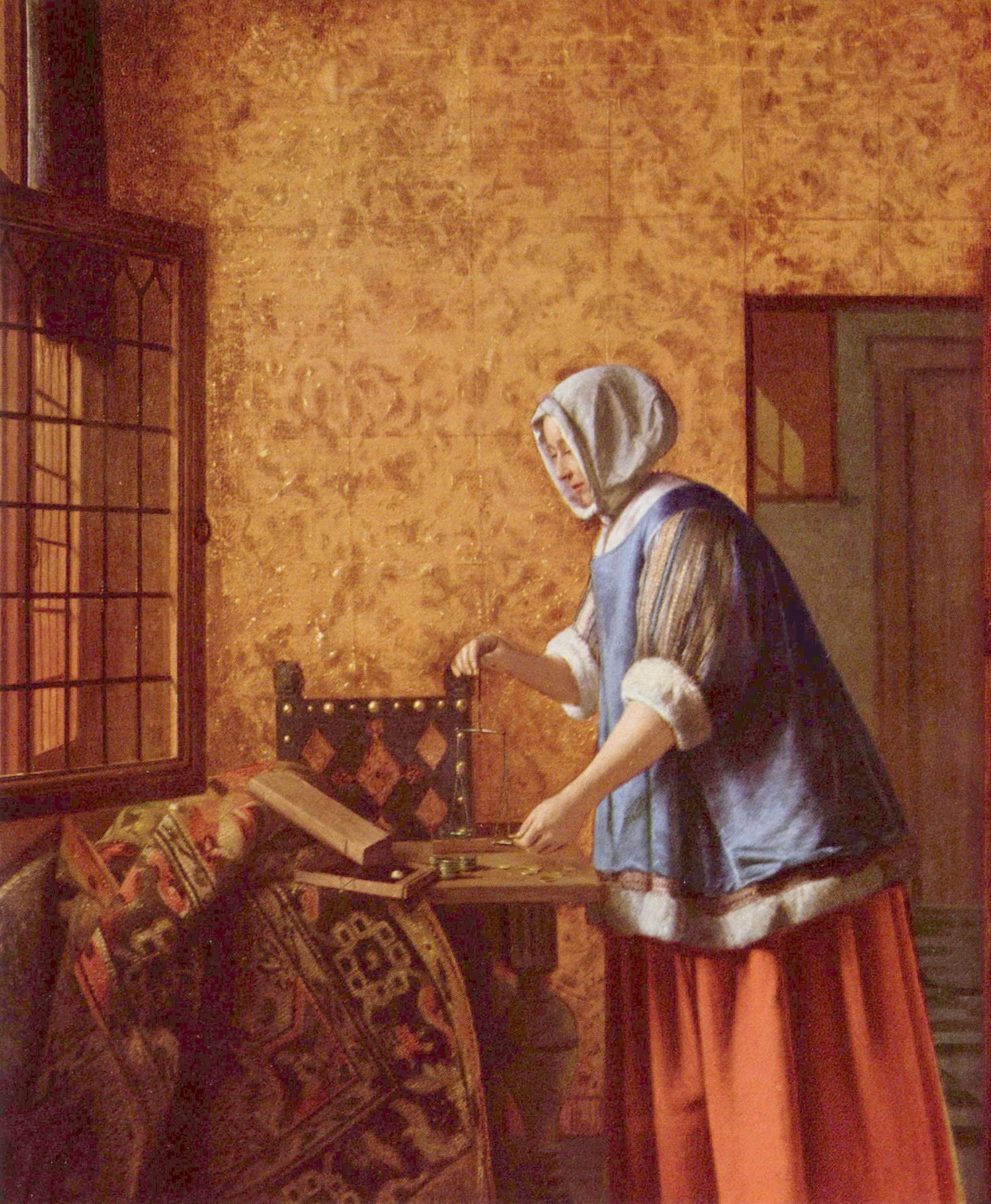
Die Goldwägerin, um 1664 von Pieter de Hooch

Frau mit Waage, auch Die Perlenwägerin genannt, ist ein von Jan Vermeer im Zeitraum 1662 bis 1664 geschaffenes Ölgemälde. Es zeigt eine hochschwangere Frau, die konzentriert mit einer Waage hantiert. Das Gemälde befindet sich heute in der National Gallery of Art in Washington D.C.
Darstellungen von Frauen, die damit beschäftigt sind, etwas mit einer kleinen Balkenwaage zu wiegen, waren ein gängiges Motiv niederländischer Maler dieser Zeit. Es ist möglich, dass Jan Vermeer zu diesem Bild durch ein Ölgemälde seines Delfter Kollegen Pieter de Hooch angeregt wurde.

## Bildbeschreibung
Verglichen zu Bildern wie Dienstmagd mit Milchkrug oder Briefleserin in Blau ist der Innenraum deutlich dunkler gestaltet. Die unteren Fensterläden sind geschlossen, die Vorhänge verdecken den oberen Teil des Fensters und verhindern, dass das Sonnenlicht in den Raum strömt. Die rechte Hand der Frau, die die Waage hält, befindet sich genau in der Bildmitte. Durch die Lichtführung wird die Aufmerksamkeit des Betrachters jedoch auf das ruhig und konzentriert wirkende Gesicht der Frau sowie auf ihren Zustand gelenkt. Sie ist hochschwanger.
An der weißgewaschenen Wand hinter der Frau befindet sich eine Darstellung des Jüngsten Gerichts in flämischem Stil. Jesus trennt hier als Richter die gerechten Menschen von den ungerechten. Der thronende Jesus befindet sich direkt über dem Kopf der Frau, links und rechts von ihrem Kopf befinden sich Menschen, die um ein positives Urteil flehen. Die heftige Bewegtheit dieser Darstellung steht im starken Kontrast zu der Gelassenheit der Frau im Vordergrund. Der Bezug dieses Gemäldes im Gemälde zum Bildinhalt scheint offensichtlich: So wie die Frau hier etwas wiegt wird, nach christlichem Glauben, auch Gott eines Tages das Tun der Menschen abwägen.
Das Gemälde wurde traditionell als Die Perlenwägerin bezeichnet. Dieser Bildtitel wird heutzutage zunehmend nicht mehr verwendet. Perlen sind zwar auf dem Tisch zu sehen, doch diese sind bereits aufgereiht. Individuelle Perlen, die noch zu wiegen wären, sind nicht zu entdecken. Heute wird überwiegend die Überzeugung vertreten, dass die Frau damit beschäftigt ist, Geld zu wiegen. Am Tischrand zur linken Seite der Frau sind vier kleine goldene Münzen und eine größere silberne Münze zu sehen. Als das Gemälde 1696 versteigert wurde, wies der Titel in der Auktionierung gleichfalls auf diesen Zusammenhang hin.

## Malmaterialien
Die dominierenden hellgelben Stellen im Bild, wie der beleuchtete Vorhang links, der goldene Bildrahmen und auch die kleine helle Stelle des Kleides sind mit Bleizinngelb gemalt. Für die dunkleren Stellen im Schatten verwendete Vermeer gelben Ocker und Holzkohle.